# Daniel Arvidsson Rydelius
Daniel Arvidsson Rydelius, född 10 augusti 1661 i Västervik, död 24 maj 1716 i Stora Åby socken, var en svensk präst i Stora Åby församling.

## Biografi
Daniel Arvidsson Rydelius föddes 10 augusti 1661 i Västervik. Han var son till kontraktsprosten Arvidus Rydelius. Rydelius blev 1677 student vid Uppsala universitet och mellan 1684 och 1687 vid Greifswalds universitet, Leucorea  i Wittenberg, Leipzigs universitet och Jenas universitet. Han blev 1687 filosofie magister i Jena och prästvigdes 19 december 1690. Rydelis blev 7 december 1692 kyrkoherde Stora Åby församling och prost i Lysings kontrakt, han tillträdde 1693. Han var orator vid prästmötet 1694 och pressens vid prästmötet 1704. Rydelius avled 24 maj 1716 i Stora Åby socken.
Rydelius gifte sig 14 maj 1693 med Helena Enander (1669–1734). Hon var dotter till kontraktsprosten Johannes Enander och Sara Nilsdotter i Norrköping. De fick tillsammans sonen Arvid Johan Rydén som blev kyrkoherde i Skärkinds församling.